# Chiesa dell'Assunzione di Maria Santissima (Ferrara, Chiesuol del Fosso)
La chiesa dell'Assunzione di Maria Santissima è la parrocchiale di Chiesuol del Fosso, frazione di Ferrara. Risale al XVI secolo.

## Storia
La prima citazione documentale relativa alla chiesa dell'Assunzione di Maria Santissima, a Chiesuol del Fosso, risale al 1506, e viene ricordata anche da Marcantonio Guarini nel suo Compendio historico dell'origini, accrescimento e prerogative delle chiese e luoghi pii della città, e diocesi di Ferrara edito nel 1621. La piccola chiesa venne descritta in località Sammartina, perché tale era la denominazione locale al tempo, e fu eretta prioritariamente per officiarvi le funzioni religiose agli operai qui trasferiti per la costruzione di rinforzi all'argine del fiume Reno. In seguito fu utilizzata dai fedeli della comunità.
Entrò nel patriminio della famiglia Revedin nel 1808 e, nel 1860, venne ampliata e fu edificata la torre campanaria.
Ebbe dignità parrocchiale dal 1923 e come tale, ai fini civili, venne riconosciuta anche da Vittorio Emanuele III nel 1925.
Nel primo dopoguerra fu oggetto di due diversi interventi restaurativi, nel 1923 e nel 1933. Nel primo caso fu interessato il campanile mentre nel secondo fu la volta del soffitto della navata, della copertura dell'edificio e della parte superiore della facciata.
Gli ultimi restauri conservativi si sono avuti tra il 1990 e il 2000. In quest'occasione sono stati riviste le parti murarie e, di nuovo, la facciata. i muri della chiesa e la facciata.